# Robert Manson

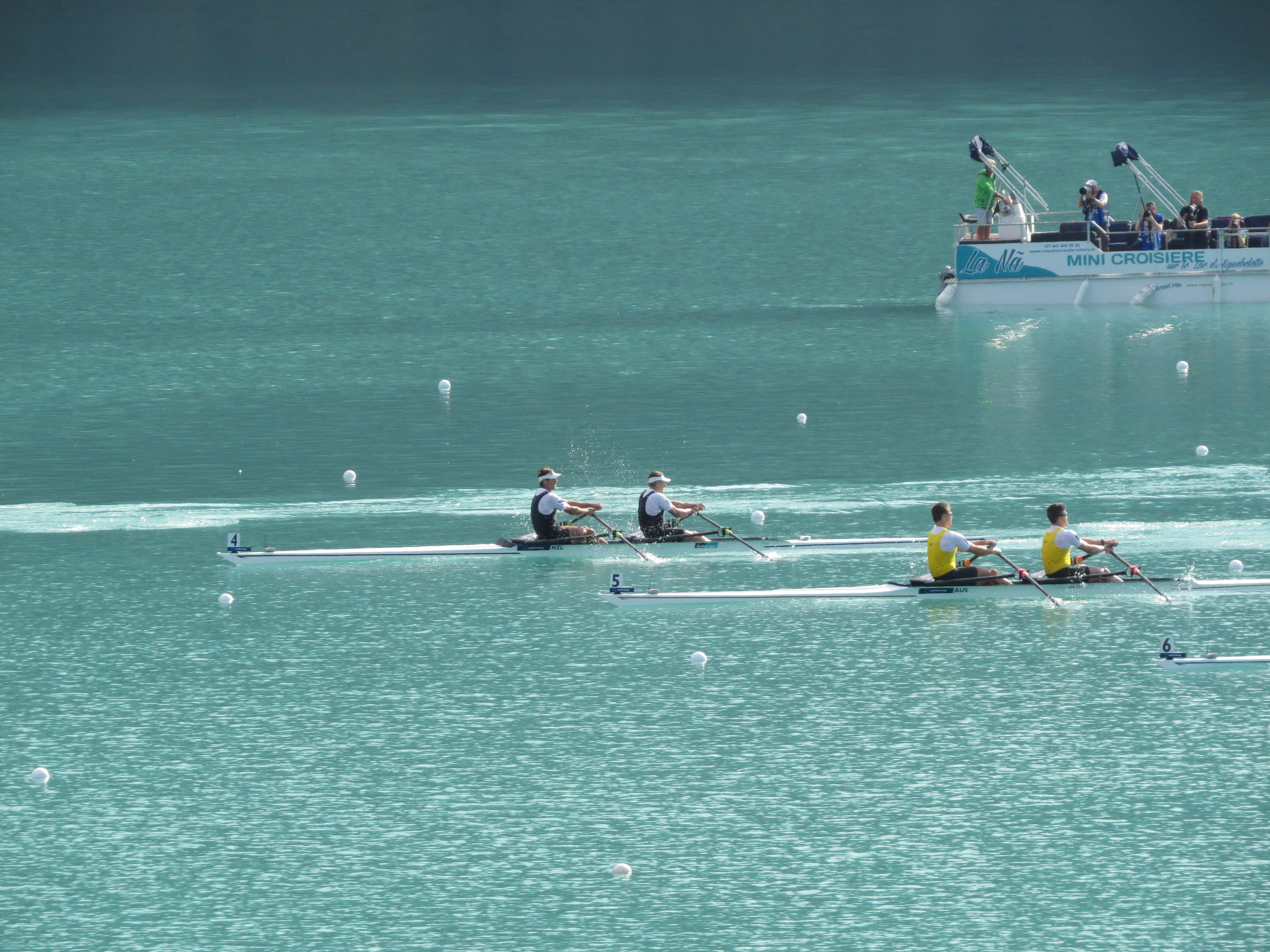
Nowozelandzka osada podczas wyścigu finałowego Mistrzostw Świata w 2015 roku (Robert Manson pierwszy z lewej)

Robert Manson (ur. 11 października 1989 w Hamilton) – nowozelandzki wioślarz, uczestnik letnich igrzysk olimpijskich w Londynie, w 2012 roku, oraz w Rio de Janeiro, w 2016 roku, brązowy medalista Mistrzostw Świata w Wioślarstwie 2015 w Aiguebelette-le-Lac, mistrz świata do lat 23 z 2009 roku.

## Życiorys
Urodził się 11 października 1989 roku w Hamilton jako drugi z trzech synów właścicielki winnicy i spawacza. Wychowywał się na przedmieściach Blenheim. W wieku 16 lat zaczął uprawiać wioślarstwo. Na początku swojej kariery reprezentował barwy szkół, do których uczęszczał – Marlborough Boys' College w Blenheim i St. Andrew's College w Christchurch. W 2008 roku wstąpił do nowozelandzkiej kadry wioślarzy do lat 21. W 2009 roku został podwójnym mistrzem kraju w tej kategorii wiekowej. Zwyciężał wówczas w konkursach jedynek i dwójek podwójnych. W tym samym roku zdobył wraz z Josephem Sullivanem złoty medal mistrzostw świata do lat 23 w konkurencji dwójek podwójnych. Podczas kolejnej imprezy tej rangi wraz z bratem, Karlem, uplasował się na piątej pozycji.
W 2010 roku po raz pierwszy wystąpił w kadrze seniorskiej. Podczas Mistrzostw Świata na jeziorze Karapiro wystartował w konkursie czwórek podwójnych, w którym nowozelandzka osada zajęła 7. miejsce zwyciężając w finale B. Zdobył wówczas stałe miejsce w czteroosobowym zespole, w którym startował aż do 2012 roku. Podczas Mistrzostw Świata w 2011 roku, odbywających się w słoweńskim Bledzie, zajął wraz z kolegami z reprezentacji 10. miejsce, zaś podczas Letnich Igrzysk Olimpijskich 2012 w Londynie uplasował się na 7. miejscu.
Po igrzyskach olimpijskich w 2012 roku zmienił specjalizację na dwójkę podwójną, w której startował początkowo wspólnie z Michaelem Armsem. Podczas Mistrzostw Świata w 2013 roku w Chungju zajął 6. miejsce. W 2014 roku na krótko jego partnerem został jego brat, Karl. Wspólnie z nim zajął 8. miejsce podczas Mistrzostw Świata w 2014 roku w Amsterdamie. Od 2015 roku startuje wspólnie z Chrisem Harrisem. W 2015 roku zdobył wspólnie z nim brązowy medal Mistrzostw Świata w Aiguebelette-le-Lac i tym samym zakwalifikował się na Letnie Igrzyska Olimpijskie 2016 w Rio de Janeiro. Podczas igrzysk olimpijskich zajął 11. pozycję.

## Osiągnięcia
| Impreza                     | Rok  | Miejsce             | Konkurencja      | Pozostali członkowie osady | Pozostali członkowie osady | Pozostali członkowie osady | Poz.  |
| --------------------------- | ---- | ------------------- | ---------------- | -------------------------- | -------------------------- | -------------------------- | ----- |
| Mistrzostwa Świata U-23     | 2009 | Račice              | dwójka podwójna  | Joseph Sullivan            | Joseph Sullivan            | Joseph Sullivan            | złoto |
| Mistrzostwa Świata U-23     | 2010 | Brześć              | dwójka podwójna  | Karl Manson                | Karl Manson                | Karl Manson                | 5.    |
| Mistrzostwa Świata          | 2010 | Karapiro            | czwórka podwójna | John Storey                | Mathew Trott               | Nathan Twaddle             | 7.    |
| Mistrzostwa Świata          | 2011 | Bled                | czwórka podwójna | John Storey                | Mathew Trott               | Steven Cottle              | 10.   |
| Letnie Igrzyska Olimpijskie | 2012 | Londyn              | czwórka podwójna | John Storey                | Mathew Trott               | Michael Arms               | 7.    |
| Mistrzostwa Świata          | 2013 | Chungju             | dwójka podwójna  | Michael Arms               | Michael Arms               | Michael Arms               | 6.    |
| Mistrzostwa Świata          | 2014 | Amsterdam           | dwójka podwójna  | Karl Manson                | Karl Manson                | Karl Manson                | 8.    |
| Mistrzostwa Świata          | 2015 | Aiguebelette-le-Lac | dwójka podwójna  | Chris Harris               | Chris Harris               | Chris Harris               | brąz  |
| Letnie Igrzyska Olimpijskie | 2016 | Rio de Janeiro      | dwójka podwójna  | Chris Harris               | Chris Harris               | Chris Harris               | 11.   |